# Lotyšsko na Zimních olympijských hrách 2018
Lotyšsko se účastnilo Zimních olympijských her 2018 v Pchjongčchangu v Jižní Koreji od 9. do 25. února 2018. Zastupovalo ji 34 sportovců v 9 sportech.

## Medailisté
| Medaile | Jméno                            | Sport | Disciplína | Datum    |
| ------- | -------------------------------- | ----- | ---------- | -------- |
| Bronz   | Jānis Strenga a Oskars Melbārdis | Boby  | Dvojbob    | 19. únor |